# Nosotros y ellos

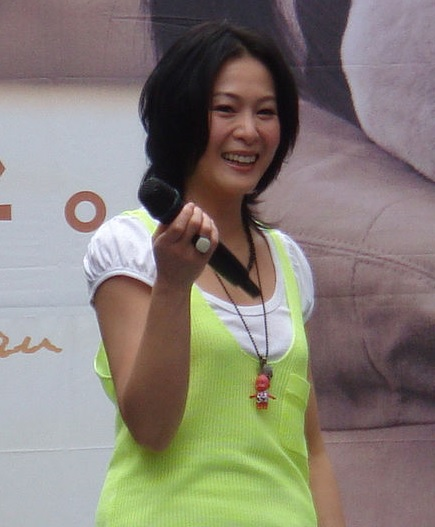
La cantante y actriz Rene Liu, directora de Nosotros y ellos.

Nosotros y ellos (en chino simplificado, 后来的我们; literalmente, ‘El futuro nosotros’) es una película de drama romántico china de 2018 dirigida por la cantante y actriz taiwanesa Rene Liu en su debut como directora, y producida por Zhang Yibai. La película está protagonizada por Jing Boran y Zhou Dongyu, y fue estrenada el 28 de abril de 2018. La película explora la relación entre un hombre y una mujer que comparten la misma ciudad natal rural y tratan de encontrar la realización personal y profesional juntos en Pekín frente a adversidad económica, social, familiar y romántica.
La película tiene la particularidad de estar filmada tanto en color como en blanco y negro. Su historia está narrada diacrónicamente lo que permite intercalar períodos de la misma relación del pasado y del presente.

## Sinopsis
Una historia de amor sobre una pareja de jóvenes que dejan su hogar para buscar ganarse la vida.
Jian-Qing y Xiao-Xiao se conocieron de casualidad en el tren de regreso a casa para pasar el Año Nuevo de 2007 durante el período de Chunyun. Jian-Qing encuentra el boleto que Xiao-Xiao había perdido en el tren y así comienza su amistad que luego se convertirá en romance. Durante aquellos años de amistad, Jian-Qing comienza a desarrollar sentimientos por Xiao-Xiao mientras ésta se dedicaba a salir con hombres de mejor posición económica. Luego de una de las rupturas de la joven decide irse a vivir con Jian-Qing donde pronto los sentimientos de amistad evolucionarán en una relación amorosa. Mientras, ambos trabajaban duro en Beijing para poder lograr sus sueños. Idas y vueltas constantes, situaciones económicas difíciles, distancia de la familia, celos, llevan a serios conflictos entre los protagonistas que después de muchos años, en el año 2018, volverán a encontrarse ya pasados aquellos años de juventud y rememorarán aquellos años juntos.

## Reparto
- Jing Boran: Lin Jian Qing
- Zhou Dongyu: Fang Xiao Xiao
- Tian Zhuang Zhuang: Padre de Lin Jian Qing

## Contexto histórico
En 2018, la competencia laboral a nivel mundial es cada vez mayor, las nuevas tecnologías sustituyen el trabajo humano y la sociedad y sus avances evolucionan a pasos agigantados lo que obliga a los seres humanos a actualizarse y perfeccionarse constantemente. En China, este problema se profundiza por su gran cantidad de población, lo cual eleva la competitividad laboral y además porque es uno de los países que más rápido avanza y se desarrolla. Sumado a esto se encuentra la preocupación de los jóvenes por los elevados precios para alquilar o comprar una vivienda obligando a destinar la mayoría de los ingresos y ahorros a obtener una vivienda.
En este contexto, las oportunidades laborales, como en la mayoría de los países, se encuentra en ciudades como Beijing, lugar en el que transcurre casi la mayoría de la película. Como ocurre en muchos países, los pueblos más pequeños se han quedado en el tiempo con el avance de las nuevas tecnologías y negocios, por lo que las generaciones nuevas ya no encuentran oportunidades laborares ni sustento en las pequeñas poblaciones. Esto obliga a los jóvenes, incluso sin recursos, a trasladarse a estas grandes ciudades. Como no pueden afrontar los costos del alquiler terminan viviendo en “habitaciones con particiones” en condiciones infrahumanas y de manera ilegal ya que son casas modificadas para que sus habitaciones sean divididas en pequeños espacios para alquilar. Estos espacios son tomados por jóvenes desesperados por trabajo y con sueños de estudiar en la universidad.
Los protagonistas de la película viven esta situación cotidianamente, ya que deben vivir juntos en un pequeño cuarto. Para poder sobrevivir tienen que realizar arduos trabajos, inclusos ilegales y así conseguir estudiar, aspirando a mejorar su situación económica y laboral futura.

## Música
El famoso cantante hongkonés, Eason Chan, cantó el tema principal de la película titulado "Us" que fue compuesto por Chien-Chi Chen y escrito por David Ke. Alcanzó 2 millones de visitas en dos horas el día que fue subido el video en la plataforma de Youtube. 

## Estreno
Su estreno el 28 de abril de 2018 en China fue un gran éxito manteniendo el primer puesto en la taquilla en los primeros 10 días recaudando más de $200 millones de dólares. Esto convierte a su autora en la directora mujer más taquillera del cine chino. El 22 de junio se estrenó Netflix para más de 190 países.